# Petzeck
Petzeck (3283 m n. m.) je hora ve skupině Schobergruppe (součást Vysokých Taur) v rakouské spolkové zemi Korutany. Leží zhruba 14 km severně od města Lienz. Pod jihozápadními svahy hory se nachází ledovec Gradenkees, pod jihovýchodními ledovec Prititschkees. Petzeck je nejvyšší horou skupiny Schobergruppe.
Na vrchol lze vystoupit po značené turistické trase od chaty Wangenitzseehütte (2508 m n. m.).